# 優月心菜
優月 心菜（ゆづき ここな、1990年11月9日 - ）は、日本の歌手、声優、AV女優、漫画家。
2014年5月1日に柊 かなえ（ひいらぎ かなえ）から改名した。別名義は榎本 みゆき。

## 経歴
元々はコスプレイヤー、同人作家だった。同人誌即売会には小学6年生から通っており、このころ子役としてミュージカルに出演し舞台デビュー。また自身でゲームを制作してインターネットで公開したりもしていた。
声優志望で活動を始めたが、養成所に通う資金がなく、メイドや撮影会モデルとして活動を広げて行き、後に最初の所属事務所となるアバンジエンターテインメントの声優オーディションを受け、芸能界デビュー。声優レッスンは吉田小南美、岩永哲哉、速水奨らから教わる。
自ら出演交渉し、舞台、映画、ラジオ番組などにも出演する様になる。2014年には紙芝居師としてもデビューした。試行錯誤するが、これがもとで「お騒がせアイドル」と指を差されてしまう。
2015年3月以降水着やグラビアの仕事を辞めた。これは売れなかったから辞めたとサイゾーのインタビューで話している。
2017年5月より2018年6月まではゼロイチファミリアに所属、2018年6月より再びフリーとなったが、2018年12月よりプライムエージェンシーへ移籍。2019年2月にAV女優としてデビュー。
2019年5月、AV OPEN2018において総合部門、女優部門、ファン投票部門、パートナーシップ部門の4冠に輝く。
2020年2月1日をもってプライムエージェンシーを退所。
2020年5月、執筆した漫画『白咲いちごは断れない』が＃めちゃ漫画大賞奨励賞を受賞。集英社『グランドジャンプ』2020年12号に掲載され、2020年9月より『グランドジャンプめちゃ』で連載が開始した。『めちゃコミック』でも配信されている。
2020年7月、アトリエピーチへ所属。2022年8月31日をもってアトリエピーチを退所。
2022年5月18日、集英社、グランドジャンプコミックスより、初の単行本、『白咲いちごは断れない』が発売される。
2023年3月2日、Diaz Groupへの所属を発表し、AV活動再開するも、同年12月12日にブログにて表立った活動からの引退を表明した。活動費用の捻出が厳しくなったことを引退理由の一つに挙げている。2025年4月時点では動画制作会社にディレクターとして就業している。
2025年6月にティーパワーズ所属の発表をした。
また、7月にはホラーテラーフェスティバルへの出演や怪談最恐戦2025、動画審査を通過の発表などあり、怪談にも力を入れている。

## 人物
身長160cm。デビュー時には年齢は常に15歳としていたが、2013年より実年齢を公表している。初体験は21歳の時、幼なじみの人。
趣味は90年代アニメ鑑賞、ホラー映画鑑賞（邦画）、美少女ゲーム、お菓子作り、お絵かき、ゲーム制作、カフェ巡りなど。
好きなものは90年代のアニメやアイドル、美少女ゲーム、動物、ウガモン、マイメロ、怪談、さつまいも、洋菓子など。特技は手遊び、メイド喫茶研究
かつてホストに一途になるあまり、1年間で1500万円貢いだことを明かしている。ドMを自称し、首絞められるなどのプレイが好きである。
自身と家族（特に母親）との複雑な関係は寺井広樹著『AV女優の家族』（光文社）で取材され取り上げられている。

## 出演

### テレビバラエティ
- 真夜中のおバカ騒ぎ!（2014年7月、千葉テレビ・TOKYO-MX）1か月レギュラー
- バラいろダンディ（2014年11月、TOKYO-MX）残業協会　残蜜として出演
- お願い!ランキング（2015年5月7日・8月・2016年1月、テレビ朝日）[18] まぁまぁマイクなどにコーナー出演
- 東京オーディション（2015年5月、TOKYO-MX）
- SAKAJO（2015年8月 - 10月、千葉テレビ）レギュラー出演
- ヨソで言わんとい亭～ココだけの話が聞ける（秘）料亭～（2015年11月26日、テレビ東京）[19]
- めざましテレビ（2016年6月、フジテレビ）
- 橋下×羽鳥の新番組（仮）（2016年6月、テレビ朝日）
- ニュース シブ5時（2016年7月、NHK）イマドキ アイドル事情
- 千原のワクワク会議（2016年8月、日本テレビ）
- 騙されたと思ってやってみた！　〜教えてあなたの超名案〜（2016年10月、TBS）
- 内村カメラ（2017年1月、 日本テレビ）
- バカリズム30分ワンカット紀行（2017年9月、BSジャパン）
- 阿部乃ちゃんねる（2019年7月2日‐9月1日、エンタ!959）
- じっくり聞いタロウ〜スター近況（秘）報告〜（2019年6月7日、テレビ東京）

### テレビドラマ
- フジテレビ開局60周年特別企画 松本清張 砂の器（2019年、フジテレビ）カップル役

### Webドラマ
- DAB+（2015年、池袋チャリンコ倶楽部特設サイト）マツコ役
- ぶっちぎり乱蔵！第四話（2016年、YouTube）小鳥田伊織菜役

### 配信番組・ウェブテレビ
- 「超機動武勇伝○○マイスター」（アイドルマイスター回レギュラー）（2012年9月）
- あっ!とおどろく放送局「AKIBA Now!」（ゲスト出演）
- しぶはら★ニコ生 アイドルコレクション（ゲスト出演）
- ニコ生「ビクスマ」（ゲスト出演）
- ニコ生「アキバでコアレア！」（レギュラーMC）
- ニコ生「わくわくどっきん！」（レギュラーMC）
- Ustream「あにみー」（2013年7月 - 2014年3月24日） サブMC（メインMC 小見川千明、小新井涼）
- BeeTV×ニコニコ生放送「コンビニごはんでキレイになれちゃうかも!? Supported by LAWSON」（2013年8月28日 - 9月30日 24時間生放送）
- ニコ生スクウェア・エニックス「ドラゴンクエストTV」レギュラー出演（初代初心者大使）（2013年9月 - 12月）
- 2014年「ホラーで納涼 ドキッ 女だらけの怪談大会 in ニコファーレ」
- 2014年「ホラー百物語 「ひとりかくれんぼ＆こっくりさん」廃校でアイドルが心霊実」
- 2014年「ホラー百物語 夜の学校でアイドルと「トイレの花子さん」呼んでみよう」
- 2015年1 - 2月「サブちゃん一家のそれでもアニメはやめられない!? 表」ゲスト出演
- 2015年5月 ニコニコ超会議  超おばけ屋敷ブース
- 2015年6月 - 「同人誌TVショッピング」アシスタントMC（MC BANBANBAN）
- 2016年1月 - 3月「グラ☆スタ!バンバン」（レギュラー）
- 2016年5月 ニコニコ超会議  超おばけ屋敷ブース
- Abema Wave サタデーナイト（2016年10月、AbemaTV）
- バラエティ開拓バラエティ 日村がゆく（2018年2月、AbemaTV）R-1ナメてるグランプリ[20]
- REA(L)OVER（2018年4月、Netflix）加賀夏海としてレギュラー出演
- スピードワゴンの月曜The NIGHT（2019年6月11日、AbemaTV[21]）
- Wの悲喜劇（2019年9月21日[22]・12月30日、2020年12月29日 AbemaTV）
- YouTube 十影堂ホラーチャンネル 特別オリジナルコンテンツ｢【怪談】真夜中の怪談座談会｣(2020年10月）共演：ぁみ、大島てる
- YouTube「ココナイト」（MC　ありがとう (お笑いコンビ)ぁみ、スマイルシーサー　ヤースー)(2020年5月）
- ニコニコ「大恐怖ぁみの史上最大最恐百物語」(2021年9月)

### ラジオ
- WALLOP放送局「朝からCore!Rare!」（レギュラーMC）
- WALLOP放送局「お昼が？Core!Rare!」（レギュラーMC）
- FM浦安『嶋田ななの…ときめきvoice☆』（ゲスト出演）
- 新刊JP「あすからココナッツ書店（営業中）」（2015年1月23日より放送開始）[23][24]
- 2014年 高円寺女子サッカー ラジオ (MC  金月真美)  ラジオ日本
- 2015年 OVAサクラカプセルwebラジオ「優月心菜のふわふわーるど」
- 2017年 3月  下北FM「きゃらあげ素敵曜日チャンネル」
- 2021年1月 文化放送「卒業アルバムに1人はいそうな人を探すラジオ」

### 映画
- 歪曲家族（2010年）香織役
- シブヤ8PMガール（2012年、ツチヤコウヘイ監督）兎宮きゃろる役
- ひきこさんVSこっくりさん（2012年、永岡久明監督）宮崎良子役
- ワスグラ（2014年、高嶋義明監督）蛍役
- 籠に降る雨（2015年、佐藤ジン監督）中村恭子役

### 舞台
- 朗読劇 リーディングシアター（2011年9月 - 12月）
- UNKNOWN EXPERIENCE 〜青いサムライ〜（2012年4月）- 宇宙人プリマ 役
- アンジュドールdeえとせとら（2013年5月）- 望 役
- 劇団ドリームクラブ ホストガール ライブオンステージ Vol.3（2014年7月）- 双葉理保〈2代目〉 役
- 朗読劇 ここなお嬢様のお誕生日会（2014年11月9日）
- 園田秀樹監修 インプロショー（2017年1月）
- 朗読パンダ「平成お嬢様お学院」（2017年2月、築地ブティストホール）- 実況者 役
- 舞台「激熱」（2017年5月）- 奈々 役
- ドリームレスキュー言うことナース リーディングライブ（2017年6月）- 主演・山科千成 役
- ユメカツ朗読劇 真夏の夜の夢（2017年7月）- 妖精・ヘレナ 役

### 怪談
- ドキッ 女だらけの怪談大会 in ニコファーレ（2014年8月）- MC:高柳明音/岩井志麻子、小明、佐倉薫と共演
- 霊話元年（2019年5月）- 渋谷怪談夜会主催（共演：ぁみ、DJ響）
- 大恐怖！ぁみ史上最大最恐怪談百物語（2021年9月）- 渋谷怪談夜会ch
- HORROR TELLER FESTIVAL2022(2022年8月）
- 魅！渋谷怪談夜会　六怪目（2022年10月）
- HORROR TELLER FESTIVAL2023(2023年8月）
- HORROR TELLER FESTIVAL2024(2024年8月）
- ビビリちゃんとゾクゾクさん(2025年3月）共演：松本寛也、生駒里奈他
- HORROR TELLER FESTIVAL2025(2025年8月）

## 声の出演
太字はメインキャラクター。

### 一般向ゲーム
- ファンタジースクワッド（リリース）
- 最終戦艦withラブリーガールズ（ろ500）
- マギアブレイク
- 高円寺女子サッカー3～恋するイレブン いつかはヘブン～（2016年）
- ときめき☆ラブフレンズ（2021年、寺園マミ）

### 18禁ゲーム
- 淫獄痴漢列車（2013年、茶屋道瑞穂）- 榎本みゆき名義
- もっと！孕ませ！炎のおっぱい異世界超エロサキュバス学園！（2021年、ルシア）
- 彼女は友達ですか?恋人ですか?それともトメフレですか? Second（2021年）
- 常識改変！爆乳母性友ママと子作りホームステイ！～どんなエロ酷い事も受け入れてくれる僕専用の子作りオナホママ～（2021年）
- ガチンコ！ビッチクラブセンセーション（2021年）
- Hではじけた悪戯ウィザード 魔法の力でいたずらし放題！（2021年、シルフィナ・ヴァントレア）
- 勇者を引退してよろず屋をオープンしたけど、なぜかアダルトグッズに人気が集中している件。（2022年、商人チョー）- 3作品
  - おしかけご奉仕バニー・ロザリー
  - 悩殺色気に悩むサキュバス・フィー
  - 呪われワーウルフ・ヘレナ

### ドラマCD
- 勇気機人ブレイヴァー Vol.9（2012年、レッドメイジー）
- Lost forest songs〜遠いあの日になくしたわたし〜（2014年、ここな[25]）- 企画・原案担当
- めぐる季節のなかで 夏秋編（2015年、長谷川ももか[26]）- 脚本の一人

### ムービーコミック
- 好きっていいなよ。（2013年、女子生徒）

### その他
- AKIBAちゃんねる 着信ボイス配信
- ローソン店内放送CM

## 映像作品

### イメージビデオ
- ここなっつみるく（2014年7月30日、BNS）
- ここなの缶詰（2014年12月25日、QH映像）
- どなたか“ここなし”の飼い方を教えてください（2018年11月25日、エアーコントロール）[27]
- 個人レッスン 優月心菜（2019年6月25日、Aircontrol）

### アダルトビデオ
2019年
- FIRST IMPRESSION 131 芸能人AVデビュー （2月1日、アイデアポケット） - 「AV OPEN 2018」作品賞女優部門と女優賞エントリー作品
- 本物芸能人の性感覚醒4本番 専属第2弾220分スペシャル (3月13日、アイデアポケット)
- ねぇねぇエッチしちゃう? チラ見せ現役アイドルとHな学園性活 専属第3弾 アイドルがまさかの失禁まで…ww (4月13日、アイデアポケット)
- 本物タレントの超高級風俗フルコース 芸能人一人占め!4本番240分全力ご奉仕スペシャル (5月13日、アイデアポケット)
- 「イッてる!もうイッてる!止めて下さい!」絶頂後にぶっちぎりの追撃弾丸ピストン 人気シリーズに芸能人投入!モンスター新人の昇天おま○こをおかわりピストンで強制連続イキ! (6月13日、アイデアポケット)
- おしゃぶり大好き性処理メイドの極濃ご奉仕生フェラチオ (7月13日、アイデアポケット)
- アイドル美少女と交わすヨダレだらだらツバだくだく濃厚な接吻とセックス (8月13日、アイデアポケット)
- 初凌●! 声優ハンター痴●電車 怯えているワタシを何度もイカせる辱めセックス 優月心菜（9月13日、アイデアポケット）
- ノーパンノーブラ透けコス 神対応アイドルリフレ 「裏オプ（本番）はお店にナイショなら…」（10月13日、アイデアポケット）
- 童貞弟をちょっとからかったつもりが…ところかまわず暴走! 即ズボ! 全力追撃ピストン! 絶倫弟のデカチンで初めてのポルチオ失禁連続アクメ!（11月13日、アイデアポケット）
- イメビNTR 彼女が極悪制作会社の卑猥行為で快楽堕ちしたのに何もできない彼氏の僕。（12月13日、アイデアポケット）

2020年
- 濡れ透け7フェティッシュ ズブ濡れ少女のなぜかエロく卑猥な透け感7シチュエーション!!（1月13日、アイデアポケット）
- 入社以来ずっと可愛がってきた部下が結婚するというので性玩具にしてやった。（3月7日、アタッカーズ）
- 絶対拘束 手足の自由を奪いレイプする（4月7日、アタッカーズ）
- 可愛いだけで周りからチヤホヤされてる真面目で大人しい女友達を呼び出して皆でまわした話。（5月7日、アタッカーズ）
- 雑魚寝NTR 親友の彼女が寝ぼけて僕の布団に入ってきたので、我慢出来ずにヤリまくった。（6月7日、アタッカーズ）

#### 2024年
- 極上テクは心を癒やし精子を搾り出す！超人気回春メンズエステ 優月心菜（1月5日、プラネットプラス）

### アダルトVR
- 2018年AVオープン4冠女優初VR!! 声優志望の文系彼女のセックスが絶倫体育会系で困ってます(嬉) 官能小説的エロ本読み合わせ! 大絶叫イキまくり! 欲しがり淫乱彼女! アニメ声でボクを誘惑する絶倫彼女のケダモノSEX（2019年10月3日、IP-VR）
- 完全主導JOI 最近セックスの気持ち良さを知った姉のバレバレち○ぽ欲しがりアピールVR 耳元ささやき淫語・唾液たっぷりベロチュー・ドアップま○こプレス! 何かにこじつけセックスしたがる姉の超絶倫大・大・大欲求!（2019年12月6日、IP-VR）

## ディスコグラフィ

### シングルCD
| 枚               | 発売日           | タイトル                    | 規格品番         |
| 「柊かなえ」名義 | 「柊かなえ」名義 | 「柊かなえ」名義            | 「柊かなえ」名義 |
| ---------------- | ---------------- | --------------------------- | ---------------- |
| 1st              | 2012年11月10日   | こいの、おと。              |                  |
| 2nd              | 2013年4月29日    | 君の強さ信じてる            |                  |
| 3rd              | 2013年4月29日    | forever…                    |                  |
| 4th              | 2013年4月29日    | ヒトナツの夢                |                  |
| 5th              |                  | カナエ・テ・カナエ          |                  |
| 6th              | 2014年4月27日    | しゅがしゅが                |                  |
| 「優月心菜」名義 |                  |                             |                  |
| 1st              | 2021年10月31日   | Love grazed me/忘れるミライ |                  |
| 2nd              | 2022年10月30日   | サヨナラ、私                |                  |

### デジタルシングル
| 発売日           | タイトル            | 備考                                                     |                  |
| 「優月心菜」名義 | 「優月心菜」名義    | 「優月心菜」名義                                         | 「優月心菜」名義 |
| ---------------- | ------------------- | -------------------------------------------------------- | ---------------- |
|                  | 春の夢              |                                                          |                  |
|                  | 相対性理論          |                                                          |                  |
|                  | きらきらしょこら。  |                                                          |                  |
|                  | 新宿☆オーバードーズ |                                                          |                  |
|                  | 冬の孤独            |                                                          |                  |
|                  | 笑って              |                                                          |                  |
|                  | Sugar Sugar Love    |                                                          |                  |
|                  | 空色の秘密          |                                                          |                  |
|                  | 朝までおやすみ      |                                                          |                  |
|                  | Re:BirthDay         |                                                          |                  |
| 2017年10月       | ひとりずつ          |                                                          |                  |
| 2017年10月31日   | ぬけがら            |                                                          |                  |
| 2018年7月7日     | ここなのココロ      | 収録曲 1「夏の花火と深海魚」 2「あなたの名前」 3「呼吸」 |                  |
| 2020年3月23日    | 灯火パラレル        |                                                          |                  |
| 2020年8月18日    | ありがとうを君に。  |                                                          |                  |

### コラボシングル（デジタル）
|   | 発売日        | タイトル       | 備考        | 歌                 |
| - | ------------- | -------------- | ----------- | ------------------ |
| 1 | 2019年11月7日 | 夏よりもはやく |             | 優月心菜＆青桐花薫 |
| 2 | 2020年9月10日 | 薬指の秘密     | C/W「WALK」 | 優月心菜＆青桐花薫 |

### デジタルアルバム
|                  | 発売日           | タイトル         | 備考             |
| 「優月心菜」名義 | 「優月心菜」名義 | 「優月心菜」名義 | 「優月心菜」名義 |
| ---------------- | ---------------- | ---------------- | ---------------- |
| 1st              | 2022年8月4日     | 軌跡             | 25曲収録         |

### 音楽CD
| 発売日                | 商品名                    | 歌       | 楽曲               | 備考                                             |
| --------------------- | ------------------------- | -------- | ------------------ | ------------------------------------------------ |
| 2015年4月26日先行発売 | めぐる季節のなかで 夏秋編 | 優月心菜 | 「Season goes by」 | ドラマCD『めぐる季節のなかで』オープニングテーマ |

### 未音源化楽曲
- 2021年、PCゲーム「アイドル姉妹をエッチにプロデュース！」主題歌「夢の途中」

### 作詞
- 君の強さ信じてる（2013年）
- forever…（2013年）
- 夢の途中（2021年）

## その他

### モデル
- 美少女時計　52分担当
- 美女応援モデル
- サンコーレアモノショップ　カタログモデル
- 日本ニーソックス協会モデル
- 2014年 キャラクター1 企業ブース オーガスト コスプレイヤーコンパニオン
- 2013年 C84　企業ブース オーガスト コスプレイヤーコンパニオン
- 2014年 日本残業協会 惚れさせ美人 残蜜
- 2015年 あみたん娘公式コスプレイヤー
- 2015年 キャラクター1　企業ブース sprite/faiyrs　コスプレイヤーコンパニオン
- 2015年 C88 企業ブース 戯画 コスプレイヤーコンパニオン
- 2015年8月 トラベリング オーガスト コスプレイヤーコンパニオン
- 2015年9月 ソフマップ　まどそふと コスプレイヤーコンパニオン
- 2015.12月 C89 企業ブース sprite/faiyrs コスプレイヤーコンパニオン
- 2016年3月 アニメジャパン  sprite/faiyrs  コスプレイヤーコンパニオン
- 2016年5月  character1  sprite/faiyrs  コスプレイヤーコンパニオン
- 2016年12月  C91企業ブース  オーガスト コンパニオン
- 2017年5月  ネオアラファッションショー (metamorphose temps de fille  の服を着て出演)
- 2017年8月  足裏写真展 モデル

## 書籍

### 写真集
- らぶぱら（2019年8月3日、竹書房、撮影：マキハラススム）ISBN 978-4-8019-1973-0

### 雑誌
- フォトテクニックデジタル（玄光社）
- 「Yha ! Hip & Lip」（ワニマガジン）
- SOUND DESIGNER (サウンドデザイナー) 2014年7月号
- 漫画アクション（双葉社、ミスアクション2014候補生）
- 漫画アクション（双葉社、ミスアクション2015候補生）
- 2014年 湯きちマガジン11月号　表紙・湯ミニケーションレポートモデル
- 2015年 SPA!（扶桑社）
- 2017年 7月「原宿POPUNITED」アイドルの本棚コーナー (純情のアフィリア らと掲載)
- 2018年12月 FLASH!（光文社）- 初のヘアヌードを披露

### 原案・原作
- アイドルになりたい！（2015年12月、comico PLUS連載）原案。作画：本庄みずき[28]
- ドラマCD「めぐる季節の中で」企画、原作。（國府田マリ子、宍戸留美、椎名へきる出演）2015年7月発売

### 漫画
- 白咲いちごは断れない（集英社『グランドジャンプ』2020年12号掲載）
- 白咲いちごは断れない（集英社『グランドジャンプめちゃ』2020年9月より連載中）
- ぶんか社(第3回ほんわらコミックエッセイ大賞佳作入選)
- ぶんか社(ほんとうにあった笑える話Pinky2021年11月号　予告カット掲載)
- ぶんか社(ほんとうにあった笑える話Pinky2021年12月号　ゲスト原稿掲載)
- 集英社(グランドジャンプ　「白咲いちごは断れない」コミックス一巻　2022年5月18日発売)ISBN 978-4-08-792767-2